# Nuestra Belleza Sinaloa
Mexicana Universal Sinaloa (MXU SINALOA) es un certamen anual de belleza en el cual la ganadora representa al Estado de Sinaloa en el concurso nacional denominado Mexicana Universal. Sinaloa, en este campo, es considerado uno de los participantes más fuertes de México, ya que en su historia es uno de los estados que más corona ha obtenido.
El Estado de Sinaloa ha producido tres ganadoras en Nuestra Belleza México: 2003 2006 y 2017. Además, dos de sus representantes ganaron el certamen Nuestra Belleza Mundo México, en 2000 y 2008; También en 2 ocasiones una sinaloense fue elegida para representar a México en Miss Internacional pero en ambos casos no representaron a México ya que en 1999 Lynette Delgado renunció al título y en 2008 Laura Zúñiga fue destituida a causa de un escándalo en el que se vio envuelta.
Mexicana Universal Sinaloa se posiciona como el tercer certamen estatal más exitoso con 3 coronas en antes Nuestra Belleza México ahora Mexicana Universal.

## Ganadoras
A continuación se presentan los nombres de las ganadoras anuales de Nuestra Belleza Sinaloa, enumerados por orden ascendente, y sus ubicaciones finales en Nuestra Belleza México después de su participación junto con sus premios recibidos.
- Ganadora
- Finalista
- Semifinalista

| Año  | Representante                    | Ciudad de origen | Posición                | Premio/Título                                                                         |
| 2020 | Débora Hallal Ayala              | Mochis           | Mexicana Universal 2021 | Mejor Cabellera Salerm                                                                |
| 2019 | Alejandra Rubí Pérez             | Culiacán         | Top 20                  | Miss Fashion Weeck New York                                                           |
| 2019 | Carla Mariant Sánchez            | Mocorito         |                         |                                                                                       |
| 2018 | Maryely Leal Cervantes           | Culiacán         | 3° finalista            | Camino al éxito                                                                       |
| 2017 | Denisse Iridiane Franco Piña     | Culiacán         | Ganadora                |                                                                                       |
| 2017 | Yareli Guadalupe Carrillo Salas  | Culiacán         | Top 5                   |                                                                                       |
| 2016 | Norma Patricia de la Vega Santos | Culiacán         |                         |                                                                                       |
| 2014 | Kynue Mascareño Lugo             | Guamúchil        | Top 15                  |                                                                                       |
| 2014 | Stefania Unzueta Cázares         | Navolato         |                         |                                                                                       |
| 2013 | Irma Cecilia Padilla Soto        | Culiacán         |                         |                                                                                       |
| 2012 | Ana Karime Macías Olson          | Mazatlán         | Top 15                  |                                                                                       |
| 2012 | Briseyda Zazueta López           | Culiacán         |                         |                                                                                       |
| 2011 | Grecia Yoselin Gutiérrez Godoy   | Los Mochis       | 2° finalista            | Las Reinas eligen Top 5 (Traje Típico)                                                |
| 2011 | Paloma del Rocío Llanes Germán   | Los Mochis       | Top 10                  |                                                                                       |
| 2010 | Tiaré Kristal Oliva Elguezabal   | Topolobampo      | Top 15                  | Top 5 (Traje Típico)                                                                  |
| 2009 | Gabriela Quintero Martínez       | Los Mochis       | 2° finalista            | Nuestra Modelo                                                                        |
| 2008 | Perla Judith Beltrán Acosta      | Guamúchil        | Ganadora                | Nuestra Belleza Mundo 2008                                                            |
| 2008 | Laura Elena Zúñiga Huizar        | Culiacán         | 1° finalista            | Nuestra Belleza Hispanoamericana 2008 Nuestra Belleza Internacional 2008 (Destituida) |
| 2007 | Yesica Morales Zazueta           | Culiacán         |                         |                                                                                       |
| 2006 | Rosa María Ojeda Cuen            | Culiacán         | Ganadora                | Reina de Belleza Fuller                                                               |
| 2005 | Alondra del Carmen Robles Dobler | Navojoa          |                         |                                                                                       |
| 2004 | Ema Lucía Aragón Sánchez         | Culiacán         | Top 15                  |                                                                                       |
| 2003 | Rosalva Yazmín Luna Ruíz         | Los Mochis       | Ganadora                | Nuestra Belleza Internet Mejor Traje Típico                                           |
| 2002 | Claudia Karina Cota Gastelum     | Culiacán         |                         |                                                                                       |
| 2001 | Claudia Collado Careaga          | Los Mochis       | Top 10                  |                                                                                       |
| 2001 | Mónica Psihas González           | Culiacán         | Top 10                  |                                                                                       |
| 2001 | Rosa Alicia León Soto            | Mazatlán         |                         |                                                                                       |
| 2000 | Paulina Flores Arias             | Culiacán         | 1° finalista            | Nuestra Belleza Mundo 2000                                                            |
| 2000 | María González Corrales          | Culiacán         | Top 20                  |                                                                                       |
| 2000 | Minerva Rivera Mendiola          | Culiacán         | Top 10                  | Figura Lala Light                                                                     |
| 2000 | María Janeth Valenzuela          | Culiacán         |                         |                                                                                       |
| 1999 | Lynette Delgado Gastelum         | Los Mochis       | 1° finalista            | Nuestra Belleza Internacional México 2000 (Renunció)                                  |
| 1998 | Kathya Berenice Morales Luna     | Mazatlán         |                         |                                                                                       |
| 1997 | Deyanira Liliana Penney López    | Culiacán         | Top 16                  |                                                                                       |
| 1996 | Celia Gloria Chávez Carrasco     | El Rosario       | 5° finalista            |                                                                                       |
| 1995 | Dalina de la Peña Montoya        | Guamúchil        | Top 16                  |                                                                                       |
| 1994 | Helen Amina Blancarte Tirado     | Mazatlán         | Top 6                   | Mejor Cabellera                                                                       |

## Representación en el certamen Nacional
A continuación se mostrara los resultados de las sinaloenses en el certamen Nacional de Nuestra Belleza México, señalando sus posiciones nacionales, premios especiales, y si fue ganadora de alguna corona nacional, su posición en dicho certamen, reconocimiento y si nos representó en un certamen internacional.
| Año  | Representante                          | Ciudad de Origen | Edad    | Estatura | Posición Nacional                                                             | Premio                                                     | Resultado Internacional                                                                                        | Premio                            |
| ---- | -------------------------------------- | ---------------- | ------- | -------- | ----------------------------------------------------------------------------- | ---------------------------------------------------------- | --- | --------------------------------- |
| 2019 | Deisy Unzueta Cazares                  | Navolato         | 22 años | 1.75     | [[ \|N/C]]                                                                    |                                                            | |                                   |
| 2019 | Deisy Unzueta Cazares                  | Navolato         | 22 años | 1.75     | [[ \|N/C]]                                                                    |                                                            | |                                   |
| 2019 | Deisy Unzueta Cazares                  | Navolato         | 22 años | 1.75     | [[ \|N/C]]                                                                    |                                                            | |                                   |
| 2019 | Debora Hallal                          | Los Mochis       | 25 años | 1.81     | Mexicana Universal 2021                                                       | Mejor Cabellera                                            | N/C |                                   |
| 2019 | Debora Hallal                          | Los Mochis       | 25 años | 1.81     | Mexicana Universal 2021                                                       | Mejor Cabellera                                            | N/C |                                   |
| 2019 | Debora Hallal                          | Los Mochis       | 25 años | 1.81     | Mexicana Universal 2021                                                       | Mejor Cabellera                                            | N/C |                                   |
| 2018 | Carla Mariant Sánchez                  | Mocorito         |         | 1.74     | N/C                                                                           |                                                            | |                                   |
| 2018 | Alejandra Rubí                         |                  |         |          |                                                                               |                                                            | |                                   |
| 2018 | Culiacán                               |                  | 1.76    | Top 21   |                                                                               |                                                            | |                                   |
| 2017 | Maryely Leal                           | Guasave          | 22      | 1.80     | 2nd Runner Up Mexicana Universal 2018                                         |                                                            | |                                   |
| 2017 | Maryely Leal                           | Guasave          | 22      | 1.80     | 2nd Runner Up Mexicana Universal 2018                                         |                                                            | |                                   |
| 2017 | Maryely Leal                           | Guasave          | 22      | 1.80     | 2nd Runner Up Mexicana Universal 2018                                         |                                                            | |                                   |
| 2016 | Denisse Iridiane Franco Piña           | Culiacán         | 19      | 1.76     | Nuestra Belleza México 2017                                                   |                                                            | |                                   |
| 2016 | Yareli Guadalupe Carrillo Salas        | Culiacán         | 24      | 1.78     | Top 5                                                                         |                                                            | Miss Tierra 2014 - Posición: Top 16                                                                            |                                   |
| 2016 | Norma Patricia De la Vega Zazueta      | Culiacán         | 22      | 1.74     |                                                                               |                                                            | |                                   |
| 2014 | Stefy Unzueta Cázares                  | Navolato         | 19      | 1.75     |                                                                               |                                                            | |                                   |
| 2014 | Kynué Mascareño Lugo                   | Guamúchil        | 23      | 1.74     | Top 15 y Top 5 en NBMM 2014                                                   |                                                            | |                                   |
| 2013 | Irma Cecilia Padilla Soto              | Culiacán         | 22      | 1.75     |                                                                               |                                                            | |                                   |
| 2012 | Ana Karime Macías Olson                | Mazatlán         | 23      | 1.71     | Top 15                                                                        |                                                            | |                                   |
| 2012 | Briseyda Zazueta López                 | Culiacán         | 23      | 1.72     |                                                                               |                                                            | |                                   |
| 2011 | Grecia Yoselin Gutiérrez Godoy         | Los Mochis       | 22      | 1.78     | 2ª finalista                                                                  | Las Reinas Eligen                                          | |                                   |
| 2011 | Paloma del Rocío Llanes Germán         | Los Mochis       | 18      | 1.70     | Top 10                                                                        |                                                            | Miss Mesoamerica Internacional 2015 - Posición: Ganadora                                                       |                                   |
| 2010 | Tiaré Kristal Oliva Elguezabal         | Topolobampo      | 18      | 1.80     | Top 15                                                                        | Mejor Traje Típico                                         | |                                   |
| 2009 | Gabriela Quintero Martínez             | Los Mochis       | 18      | 1.77     | 2ª finalista                                                                  | Nuestra Modelo                                             | |                                   |
| 2008 | Laura Elena Zúñiga Huizar (Destituida) | Culiacán         | 23      | 1.74     | NB México Internacional 2009 (Destituida)                                     | Las Reinas Eligen                                          | Reina Hispanoamericana 2008 - Posición: Ganadora (Destituida) Miss Internacional 2009 - Posición: No participó |                                   |
| 2008 | Perla Judith Beltrán Acosta            | Guamúchil        | 21      | 1.78     | Nuestra Belleza Mundo México 2008                                             | Nuestra Modelo, Mejor Cabello Optims                       | Miss Mundo 2009 - Posición: 1ª Finalista                                                                       | Miss Mundo de América y Top Model |
| 2007 | Yesica Morales Zazueta                 | Culiacán         | 21      | 1.68     |                                                                               |                                                            | |                                   |
| 2006 | Rosa María Ojeda Cuen                  | Culiacán         | 19      | 1.74     | Nuestra Belleza México 2006                                                   | Nuestra Belleza Fuller                                     | Miss Universo 2007 - Posición: Top 10 Miss Expo World 2002 - Posición: Semifinalista                           |                                   |
| 2005 | Alondra del Carmen Robles Dobler       | Mazatlán         | 18      | 1.75     |                                                                               |                                                            | Miss Internacional 2006 - Posición: — Miss Tourism Queen International 2006 - Posición: —                      |                                   |
| 2004 | Emma Lucía Aragón Sánchez              | Culiacán         | 22      | 1.72     | Top 20                                                                        | Nuestra Belleza Internet                                   | |                                   |
| 2003 | Rosalva Yazmín Luna Ruíz               | Los Mochis       | 21      | 1.76     | Nuestra Belleza México 2003                                                   | Nuestra Belleza Internet, Mejor Traje Típico               | Miss Universo 2004 - Posición: Top 15                                                                          |                                   |
| 2002 | Claudia Karina Cota Gastelum           | Culiacán         | 21      | 1.69     |                                                                               |                                                            | |                                   |
| 2001 | Rosa Alicia León Soto                  | Mazatlán         | 22      | 1.74     | Top 20 y Top 21 en NBMM 2001                                                  |                                                            | |                                   |
| 2001 | Claudia Collado Careaga                | Los Mochis       | 21      | 1.75     | Top 10 y Top 21 en NBMM 2001.                                                 |                                                            | Miss Atlántico Internacional 2002 - Posición: —                                                                |                                   |
| 2001 | Mónica Psihas González                 | Culiacán         | 21      | 1.68     | Top 10 y Top 21 en NBMM 2001.                                                 |                                                            | |                                   |
| 2000 | Paulina Flores Arias                   | Culiacán         | 20      | 1.77     | Nuestra Belleza Mundo México 2000 y 1ª Finalista en NBM 2000.                 | Sonrisa Trident                                            | Miss Mundo 2000 - Posición: — Miss Mesoamérica 2001 - Posición: Top 5                                          |                                   |
| 2000 | Minerva Rivera Mendiola                | Los Mochis       | 22      | 1.69     | Top 10 y Top 20 en NBMM 2000.                                                 | Figura Lala Light                                          | |                                   |
| 2000 | María González Corrales                | Culiacán         | 20      | 1.80     | Top 20 y Top 20 en NBMM 2000.                                                 |                                                            | |                                   |
| 2000 | María Janeth Valenzuela                | Culiacán         | 22      | 1.68     |                                                                               |                                                            | |                                   |
| 1999 | Lynette Delgado Gastélum               | Los Mochis       | 22      | 1.73     | NB México Internacional 1999 (Designada/Renunció) y 1ª Finalista en NBM 1999. | Miss Fotogénica, Miss Personalidad y Señorita Dorian Grey. | Miss Internacional 1999 - Posición: No compitió                                                                |                                   |
| 1998 | Kathya Verenice Morales Luna           | Mazatlán         | 23      | 1.78     |                                                                               |                                                            | |                                   |
| 1997 | Deyanira Liliana Penney López          | Culiacán         | 21      |          | Top 16                                                                        |                                                            | |                                   |
| 1996 | Celia Gloria Chavez Carrasco           | El Rosario       | 23      |          | 5ª finalista                                                                  |                                                            | |                                   |
| 1995 | Dalina de la Peña Montoya              | Guamúchil        | 18      |          | Top 16                                                                        |                                                            | |                                   |
| 1994 | Helen Amina Blancarte Tirado           | Mazatlán         | 20      | 1.76     | Top 6                                                                         | Mejor Cabellera                                            | Nuestra Belleza Internacional 1995 - Posición: Ganadora                                                        |                                   |

     Compitió en Miss Universo.

     Compitió en Miss Mundo.

     Compitió en Miss Internacional.

     Compitió en Miss Reina Hispanoamericana.

     Compitió en Miss Continente Americano.

## Por número de ganadoras de NB Sinaloa
| Municipio         | Títulos | Años ganados                                                |
| ----------------- | ------- | ----------------------------------------------------------- |
| Culiacán          | 10      | 1997, 2000, 2002, 2004, 2006, 2007, 2008, 2013, 2015, 2016. |
| Ahome             | 6       | 1999, 2003, 2009, 2010, 2011, 2019.                         |
| Mazatlán          | 5       | 1994, 1998, 2001, 2005, 2012.                               |
| Salvador Alvarado | 1       | 1995.                                                       |
| El Rosario        | 1       | 1996.                                                       |
| Navolato          | 1       | 2014.                                                       |
| Guasave           | 1       | 2017.                                                       |
| Mocorito          | 1       | 2018.                                                       |